# Khorata bangkok
Khorata bangkok är en spindelart som beskrevs av Huber 2005. Khorata bangkok ingår i släktet Khorata och familjen dallerspindlar. Inga underarter finns listade i Catalogue of Life.